# Kazumba
Kazumba est une localité, chef-lieu de territoire de la province du Kasaï-Central en république démocratique du Congo.

## Géographie
Elle est située à proximité de la route RP707 à 226 km au sud du chef-lieu provincial Kananga. 

## Histoire
Le territoire de la localité est limité au nord par celui de la ville de Kananga et à l'est par celui de Luiza. À l'ouest par la ville de Tshikapa et par le territoire de l'Angola. Il existe 9 secteurs au sein de la localité : MBOIE(TSHIBALA). KAVULA, TSHITADI, MUYOWU, KAFUBA, MUTEFU, MBULUNGU, MATAMBA, MUSUASU. Deux langues sont parlées das la région : le tshibindi et le ciluba. La population est représentée par 7 deputes provinciaux et un vice gouverneur.

## Administration
Chef-lieu de territoire de 17 678 électeurs recensés en 2018, la localité a le statut de commune rurale de moins de 80 000 électeurs, elle compte 7 conseillers municipaux en 2019.

## Population
Le recensement de la population date de 1984,.
| 1984 | 2004  | 2012  |
| ---- | ----- | ----- |
| -    | 3 508 | 4 298 |